# Boiki (Schiff, 1902)
Die Boiki (russisch Бойкий) war ein russischer Torpedobootszerstörer, der 1918–1919 als Quentin Roosevelt im Dienst der französischen Marine stand.

## Bau und technische Daten
Das Schiff, eines von zehn Booten der Buini-Klasse (russisch Буйный-Klasse), wurde im September 1900 auf der Newski-Werft in Sankt Petersburg auf Kiel gelegt und lief dort am 11. Augustjul. / 24. August 1901greg. mit dem Namen Akula (russisch Акула) vom Stapel. Das Schiff wurde am 9. Märzjul. / 22. März 1902greg. in Boiki umbenannt und im August 1902 in Dienst gestellt.
Es war 65,4 m lang (Lüa), 6,4 m breit und hatte 2,82 m Tiefgang. Die Wasserverdrängung betrug 356 Tonnen standard bzw. 440 Tonnen voll ausgerüstet. Die Maschinenanlage bestand aus vier Yarrow-Kesseln und zwei Dreifachexpansions-Dampfmaschinen mit zusammen 5700 PS. Über zwei Schrauben verlieh sie dem Schiff eine Höchstgeschwindigkeit von 27,7 Knoten. Die Reichweite betrug 1200 Seemeilen bei 12 Knoten Marschgeschwindigkeit. Die Besatzung zählte 4 Offiziere und 62 Mann. Das Boot war mit drei 38,1-cm-Torpedorohren, einem 75-mm-Schnellfeuergeschütz L/50, fünf 47-mm-Schnellfeuergeschützen L/43 sowie zwei 7,62-mm-Hotchkiss-Maschinengewehren bewaffnet.
1907 wurden die verbliebenen Boote der Klasse als Zerstörer klassifiziert und 1909 wurde die Bewaffnung des Boots geändert: es hatte nun nur noch zwei Torpedorohre und zwei 75-mm-Schnellfeuergeschütze, aber sechs 7,62-mm-MGs.

## Geschichte

### Russische Marine
Am 16. Oktober 1902 lief die Boiki zusammen mit ihrem Schwesterschiff Burni (russisch Бурный) aus Kronstadt mit Ziel Port Arthur aus, musste die Reise aber bereits in Libau unterbrechen, um Sturmschäden beheben zu lassen. Erst Anfang November erreichten die beiden Boote Kiel auf ihrem Weg in den Fernen Osten. Anfang Dezember fanden die beiden Boote schließlich Anschluss an den Überführungsverband des Konteradmirals Stackelberg, der zwei Linienschiffe, fünf Kreuzer und insgesamt sieben Torpedoboote aus der Ostsee nach Ostasien zum Pazifischen Geschwader überführte. Stackelbergs Schiffe marschierten allerdings kaum jemals als geschlossener Verband. Nach dem Durchfahren des Suezkanals und des Roten Meers rissen auf der Boiki bei Perim Heißwasserrohre in den Kesseln, und sie musste von dem Kreuzer Bogatyr, der den Torpedobootsverband unterstützte, bis nach Port Arthur geschleppt werden. Colombo wurde am 7. März 1903, Port Arthur am 14. Mai 1903 erreicht und die Boiki ging dort sofort in die Werft.
Beim Beginn des Russisch-Japanischen Kriegs im Februar 1904 lag das Boot noch immer in der Werft. Erst am 2. Mai waren die Arbeiten beendet. Das Boot wurde dann zu Minenräum- und Minenlegeaktionen, Wach- und Sicherungsdienst und zum gelegentlichen Beschuss japanischer Stellungen eingesetzt. Nach der Seeschlacht im Gelben Meer am 10. August 1904 war die Boiki unter den russischen Torpedobooten, die nach Port Arthur zurückkehrten. In der Folge diente sie weiterhin zum Minenlegen und als Wachschiff. Am 7. November 1904 wurde Michail Andrejewitsch Berens, der spätere Admiral und Oberbefehlshaber der in Bizerta internierten Seestreitkräfte der Weißen Bewegung, Kommandant der Boiki. Es gelang ihm, in der Nacht vor der Kapitulation von Port Arthur mit seinem Schiff die japanischen Blockade zu durchbrechen und nach Tsingtao zu entkommen, wo Schiff und Besatzung am 4. Januar 1905 interniert wurden.
Im Oktober 1905 wurde das Schiff an Russland zurückgegeben, wo es dann in der Sibirischen Flottille zum Einsatz kam. 1909 wurde das Schiff grundüberholt, wobei auch seine Bewaffnung, wie oben erwähnt, geändert wurde. Im Ersten Weltkrieg versah die Boiki bis zur Oktoberrevolution Routinedienst im Fernen Osten.
Im Herbst 1917 begleiteten die nun als Zerstörer klassifizierten Boiki und Grosni (russisch Грозный) das Kadettenschulschiff Orjol (russisch Орёл) auf einer Ausbildungsfahrt mit 120 Kadetten, wobei sie im japanischen Nagasaki von der Oktoberrevolution überrascht wurden. Dort kam es an Bord der Schiffe zu teilweise gewalttätigen Auseinandersetzungen mit revolutionären Matrosenkomitees. Der Geschwaderkommandeur ignorierte den Befehl, nach Wladiwostok zurückzukehren, und marschierte mit den drei Schiffen schließlich nach Hongkong, wo er von Bord ging und sich seiner Verantwortung für das kleine Geschwader entzog. Im Juni 1918 erschienen die drei Schiffe in Vũng Tàu (französisch Cap Saint-Jacques). 80 der Kadetten setzten dann in Indochina ihre Ausbildung fort, und der Kommandant der Orjol bot bald darauf an, als teilweise Bezahlung der dadurch entstehenden Kosten mit seinem Schiff Frachtdienste für die Kolonialverwaltung durchzuführen. Die Bewaffnung wurde entfernt und das Schiff verkehrte dann zwischen Saigon und Hongkong und sogar bis nach Réunion.

### Französische Marine

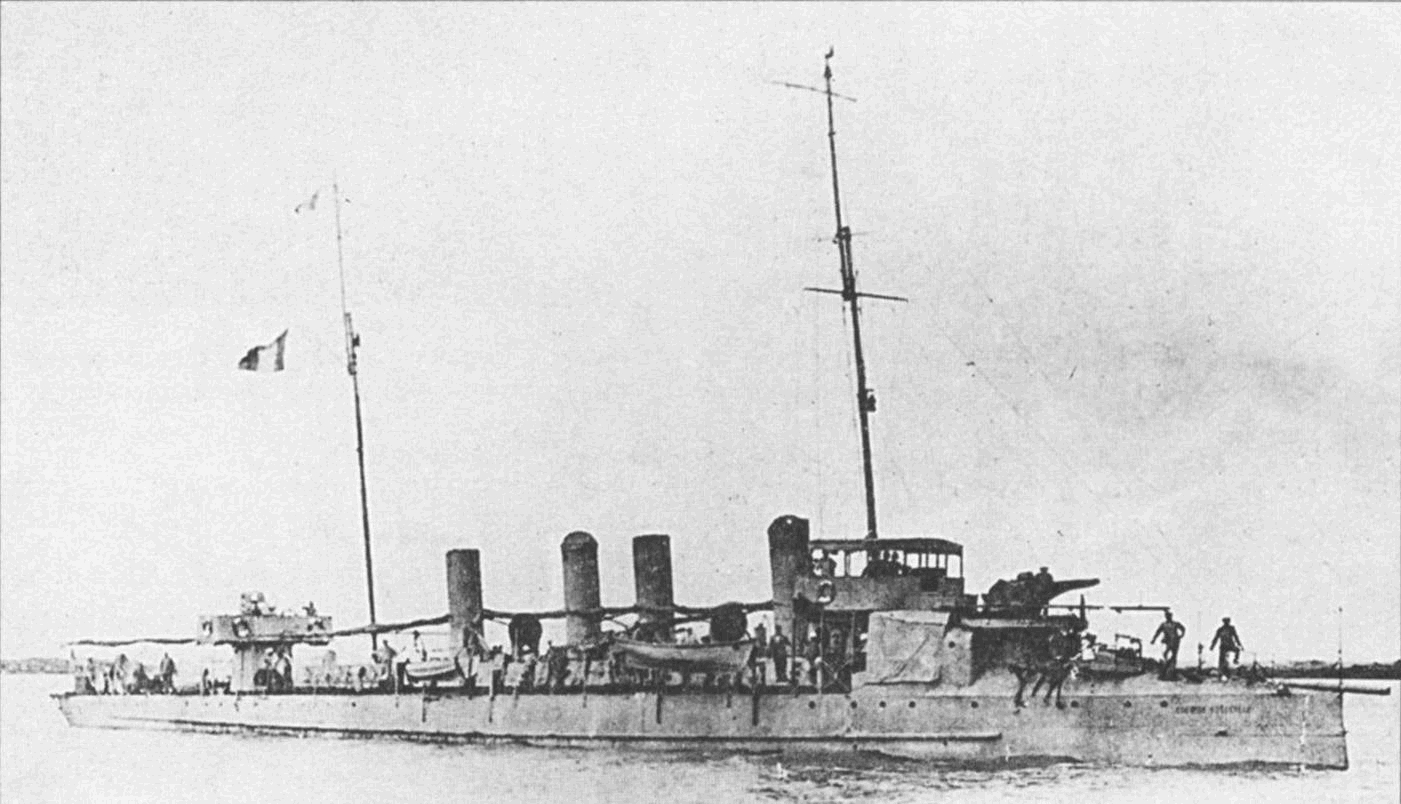
Die Quentin Roosevelt

Die Boiki wurde überholt, von der französischen Marine (da nicht genügend russisches Personal verfügbar war) auf Leihbasis in Dienst genommen und der Division Navale d’Indochine unterstellt.
Im September 1918 wurde sie in Quentin Roosevelt umbenannt – zu Ehren von Quentin Roosevelt, dem am 14. Juli 1918 mit seinem Jagdflugzeug an der Marne abgeschossenen Sohn des früheren US-amerikanischen Präsidenten Theodore Roosevelt.
Unter französischer Flagge diente die Quentin Roosevelt dann in Französisch-Indochina, wo nach dem Kriegsende insbesondere in Tonkin und Annam antikolonialistische und nationalistische Bestrebungen sehr aktiv waren und durch aus den südchinesischem Provinzen einsickernde Sympathisanten unterstützt wurden. Die Besatzung des Boots erhielt im November 1921 die Kolonialmedaille mit der Spange „Tonkin“ für ihren Einsatz in der Zeit vom 16. November 1918 bis zum 20. Juni 1919, als das Schiff vor der Küste von Tonkin kreuzte und die Unterdrückung der Rebellion im Distrikt Bình Liêu unterstützte.

### Sowjetische Marine
Am 10. September 1919 wurde das Boot zusammen mit der wiederbewaffneten Orjol an die sowjetrussische Regierung übergeben. Es soll in Wladiwostok aufgelegt, dann am 21. November 1925 aus der Liste der Schiffe Sowjetrusslands ausgemustert und danach verschrottet worden sein.